# Burni Kemenyan
Burni Kemenyan är ett berg i Indonesien.   Det ligger i provinsen Aceh, i den västra delen av landet, 1 600 km nordväst om huvudstaden Jakarta. Toppen på Burni Kemenyan är 843 meter över havet.
Terrängen runt Burni Kemenyan är huvudsakligen kuperad. Trakten runt Burni Kemenyan är nära nog obefolkad, med mindre än två invånare per kvadratkilometer. I omgivningarna runt Burni Kemenyan växer i huvudsak städsegrön lövskog.